# Начало (1908 – 1912)
„Начало“ с подзаглавие Месечен политически, социален и литературен преглед е българско списание, излизало в Солун, Османската империя и София, България, от 25 октомври 1908 до 25 юли 1912 година.
Редактори са Никола Харлаков, Павел Делирадев, Ангел Томов и Койка Тинева. Печата се в печатница „Съединение“, както и в „Либералний клуб“, „Гражданин“ и „Вечерна поща“ в София и Търговска печатница във Варна.
| Годишнина | Броеве       | Дата                           |
| --------- | ------------ | ------------------------------ |
| I         | том I 1 – 6  | 25 октомври 1908 – март 1909   |
|           | том II 1 – 6 | април 1909 – септември 1909    |
| II        | 1            | 15 декември 1909               |
| III       | 1 – 8        | януари 1911 – декември 1911    |
| IV        | 1 – 10       | 25 февруари 1912 – 25 юли 1912 |

През декември 1909 година спира временно, заменено от „Дело“, а от IV си годишнина излиза два пъти в месеца.
Списанието е орган на левицата в БРСДП (обединена). В него пишат Димитър Полянов, Кръстю Раковски, Георги Павлов, Михаил Герасков, Людмил Стоянов, Димо Тодоров, Цоню Бръшлянов, Никола Михов, Елин Пелин, Никола Ракитин, Иван Андрейчин.
Ориентирано е към работническите интереси – статиите и информациите разглеждат въпроси от работническото движение в България и други страни. Съдържа отдели политически и обществено-социален, литературен, социален преглед и книжнина. „Начало“ публикува първата българска рецензия на „Материализъм и емпириокритицизъм“ на Ленин от Иван Манев. В литературния отдел се публикуват стихове, разкази и литературни статии, като тематиката е работническият живот. Печатат се преводи на Ада Негри, Октав Мирбо, Оскар Уайлд, Анатол Франс. Андрейчин пише театрални рецензии за пиеси на Иван Вазов, Петко Тодоров, Николай Гогол. Печатат с е преводи и оригинални текстове за Иван Тургенев, Лев Толстой, Жорж Санд, Анатол Франс, Емил Верхарн, Леонид Андреев.
В 1911 година литературният отдел на списанието се отделя като литературен сборник „Начало“, редактиран от Димитър Полянов, от който излиза само една книжка.